# 다중체
다중체영어: Multiome은 생명과학에서 정보처리의 가장 핵심인 게놈(유전체), 전사체, 단백체, 외유전체등의 체들의 복수 조합을 말한다. 한 세포나 개체의 게놈과 전사체는 하나의 다중체이다. 다중체는 한개의 체를 복합적으로 분석하기 때문에, 그 정보의 가치가 높아, 생명현상을 이해하는데, 더 효율적일 수 있다. 다중체를 체계화하여 연구하는 학문 분야를 다중체학이라고 한다.